# Rebek
Rebek (rubebe) eno najstarejših godal. Nastal je v 10. stoletju, prišel pa je iz Srednjega vzhoda. Še dandanes ga najdemo v arabskih deželah in drugod po svetu.